# Vadul lui Isac, Cahul
Vadul lui Isac este un sat din raionul Cahul, Republica Moldova. Are o suprafață de circa 2,43 kilometri pătrați, cu un perimetru de 8,24 km. Localitatea se află la distanța de 16 km de orașul Cahul și la 183 km de Chișinău.
La limita sudică a satului se întinde un fragment din „Valul lui Traian”.

## Istorie

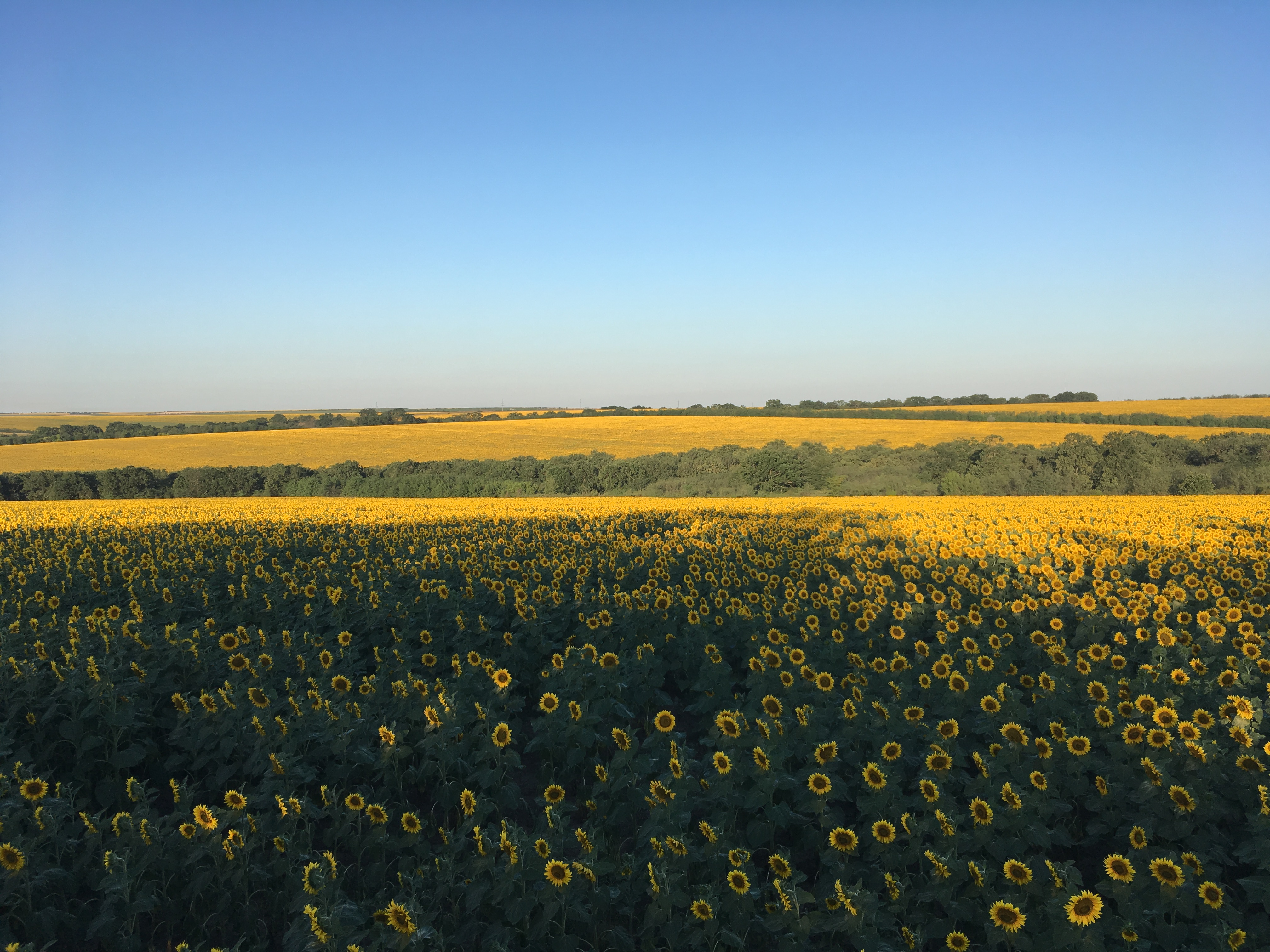
Terenuri agricole în preajma satului

Satul a fost menționat documentar pentru prima dată în anul 1672.
În perioada sovietică aici s-a aflat sediul gospodăriei colective „Drapelul leninist” specializat în viticultură, creșterea cerealelor, tutunărit. În sat a fost deschisă o școală medie, club cu instalație cinematografică, bibliotecă, ateliere de deservire socială, oficiu poștal, grădiniță, magazine, casă de economii.

## Demografie
Structura etnică a localității conform recensământului populației din 2004:
| Grup etnic                                               | Populație | % Procentaj  |
| -------------------------------------------------------- | --------- | ------------ |
| Băștinași declarați Moldoveni Băștinași declarați Români | 2880 44   | 97,63% 1,49% |
| Găgăuzi                                                  | 9         | 0,31%        |
| Bulgari                                                  | 8         | 0,27%        |
| Ruși                                                     | 5         | 0,17%        |
| Ucraineni                                                | 3         | 0,10%        |
| Alții                                                    | 1         | 0,03%        |
| Total                                                    | 2950      | 100%         |

Tot în 2004 au fost înregistrate 857 de gospodării casnice, iar mărimea medie a unei gospodării era de 3,4 persoane.

## Administrație și politică
Componența Consiliului local Vadul lui Isac (11 consilieri), ales la 5 noiembrie 2023, este următoarea:
|  | Partid                                       | Consilieri | Componență | Componență | Componență | Componență | Componență | Componență |
|  | -------------------------------------------- | ---------- | ---------- | ---------- | ---------- | ---------- | ---------- | ---------- |
|  | Partidul Acțiune și Solidaritate             | 6          |            |            |            |            |            |            |
|  | Partidul Democrat Modern din Moldova         | 2          |            |            |            |            |            |            |
|  | Partidul Socialiștilor din Republica Moldova | 1          |            |            |            |            |            |            |
|  | Partidul Liberal Democrat din Moldova        | 1          |            |            |            |            |            |            |
|  | Coaliția pentru Unitate și Bunăstare         | 1          |            |            |            |            |            |            |